# Аэробы
Аэро́бы (от греч. αηρ — воздух и βιοζ — жизнь) — организмы, которые нуждаются в свободном молекулярном кислороде для процессов синтеза энергии, в отличие от анаэробов. К аэробам относятся человек, подавляющее большинство животных, все растения, а также значительная часть микроорганизмов.
По отношению к молекулярному кислороду выделяют:
- облигатных аэробов,
- микроаэрофилов (низкое парциальное давление кислорода в среде),
- факультативных анаэробов,
- облигатных анаэробов.

## Облигатные аэробы
Организмы, получающие энергию и образующие АТФ при помощи только окислительного фосфорилирования субстрата, где окислителем может выступать только молекулярный кислород. Рост большинства аэробных бактерий прекращается при концентрации кислорода в 40—50 % и выше. В атмосфере чистого кислорода не способны развиваться никакие прокариоты.
Облигатные (строгие) аэробы (например, некоторые виды псевдомонад) не могут жить и размножаться в отсутствие молекулярного кислорода, поскольку используют его в качестве акцептора электронов. Молекулы АТФ образуются ими при окислительном фосфорилировании с участием цитохромоксидаз, флавинзависимых оксидаз и флавинзависимых дегидрогеназ. При этом, если акцептором электронов является кислород, выделяется сравнительно большое количество энергии (до 12 молекул АТФ из 1 молекулы C6H12O6).

## Микроаэрофилы
Некоторые аэробные (требующие для роста наличия О2 в среде) микроорганизмы гибнут на воздухе. Они могут развиваться при концентрации кислорода около 2 % (в 10 раз ниже, чем в атмосфере), за что и получили название микроаэрофилов.
Обычно такие требования к внешним условиям связаны с их метаболической активностью: кислород ингибирует нитрогеназу, гидрогеназу и другие ферменты, из-за чего при его концентрации более 2 % делается невозможной азотфиксация, окисление водорода и некоторые другие процессы. Если в среде есть связанный азот и органические соединения, то и азотфиксаторы, и водородокисляющие бактерии хорошо растут и при 21 % содержании кислорода.